# باربرا براون (ممثلة)
باربرا براون (بالإنجليزية: Barbara Brown)‏ هي ممثلة أمريكية، ولدت في 18 أكتوبر 1901 في لوس أنجلوس في الولايات المتحدة، وتوفيت في 7 يوليو 1975.

## وصلات خارجية
- باربرا براون على موقع IMDb (الإنجليزية)
- باربرا براون على موقع قاعدة بيانات برودواي على الإنترنت (الإنجليزية)
- باربرا براون على موقع قاعدة بيانات الفيلم (الإنجليزية)